# Валтер, Йоганнес
Йога́ннес Ва́лтер, серболужицкий вариант — Ян Ва́лтар (нем. Johannes Walther; в.-луж.  Jan Wałtar, 2 января 1860 года, Буркхардсвальде (Burkhardtswalde), Королевство Саксония — 5 декабря 1921 года, Несвачидло, Лужица, Германия) — лютеранский священнослужитель, лужицкий писатель и поэт немецкого происхождения.
После получения богословского образования служил в Лужице. Изучал лужицкие языке в семинарии лютеранского пастора Яромера Бедриха Имиша в Гёде. Настоятель лютеранского прихода в серболужицких деревнях Лаз (1885—1887), Вослинк (1887—1906) и Несвачидло (1906—1921).
Публиковал в газете «Serbske Nowiny» и журнале «Pomhaj Bóh» свои стихотворения и очерки. В 1897 году издал стихотворный сборник «Za dušu a wutrobu».